# Rawson-Plateau
Das Rawson-Plateau ist ein vereistes Hochplateau in der antarktischen Ross Dependency. Es ist 24 km lang und liegt 3400 m hoch zwischen den Kopfenden des Bowman-, des Moffett- und des Steagall-Gletschers im Königin-Maud-Gebirge.
Kartiert wurde das Plateau im Zuge der Byrd Antarctic Expedition (1928–1930) und später durch den United States Geological Survey anhand eigener Vermessungen und mithilfe von Luftaufnahmen der United States Navy zwischen 1960 und 1964. Namensgeber ist Kennett Longley Rawson (1911–1992), einem Unterstützer der Byrd Antarctic Expedition und Teilnehmer an Byrds zweiter Antarktisexpedition (1933–1935).

## Weblinks

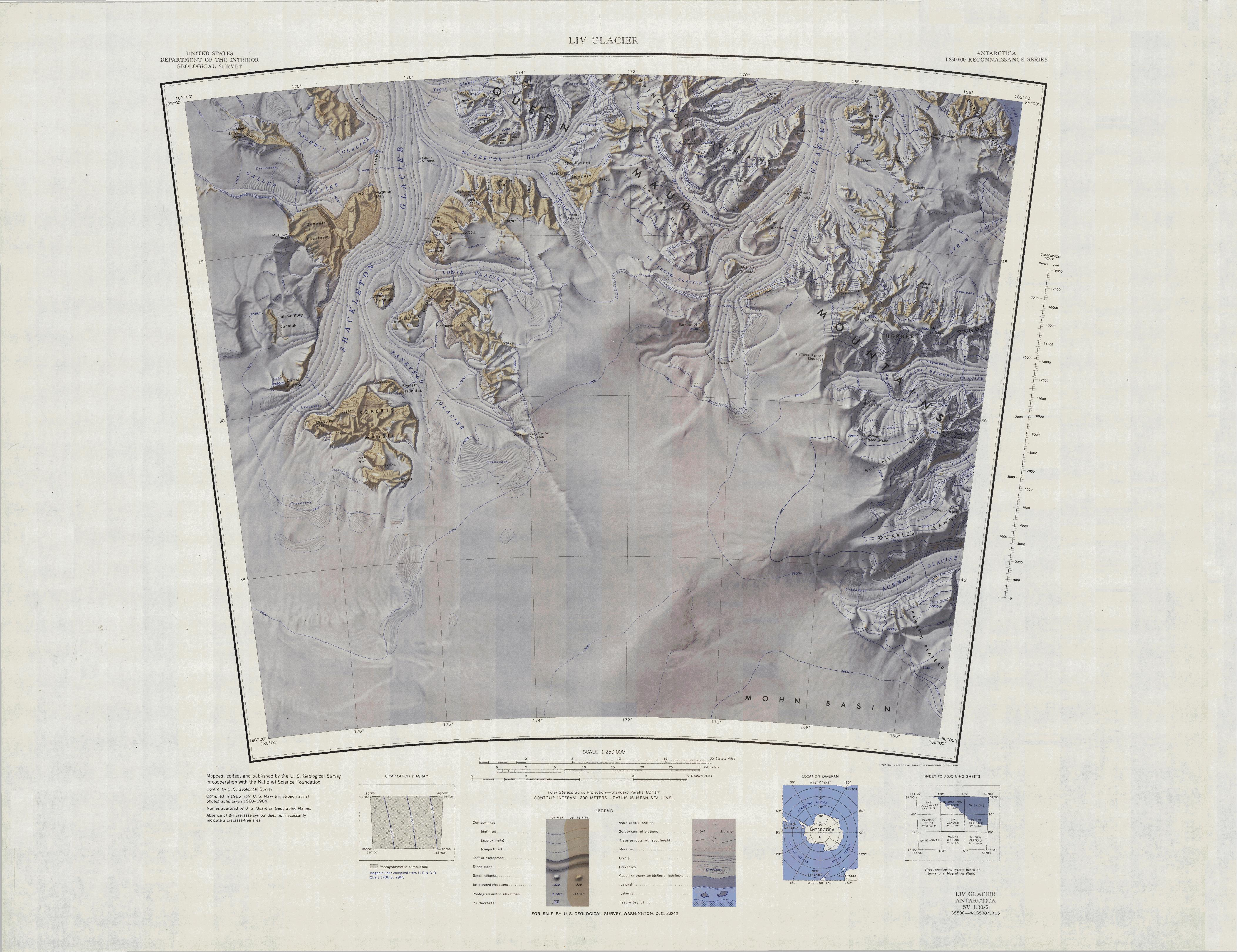
Karte von 1965, Westteil des Rawson-Plateaus im Südosten
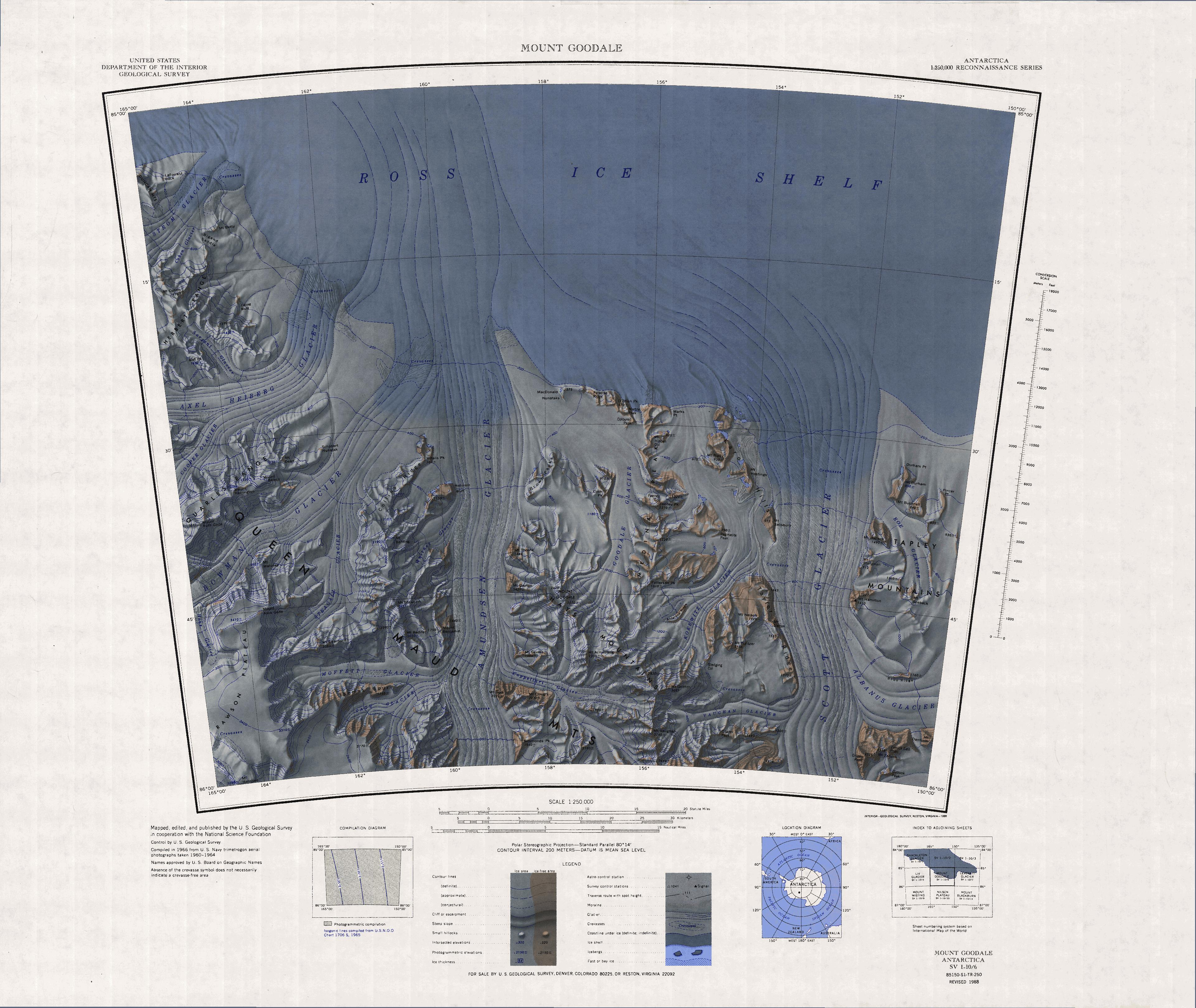
Karte von 1966, Ostteil des Rawson-Plateaus im Südwesten